# Pinalito de la Gloria
Pinalito de la Gloria är en ort i Mexiko.   Den ligger i kommunen Xichú och delstaten Guanajuato, i den centrala delen av landet, 210 km norr om huvudstaden Mexico City. Pinalito de la Gloria ligger 2 036 meter över havet och antalet invånare är 130.
Terrängen runt Pinalito de la Gloria är huvudsakligen kuperad, men norrut är den bergig. Runt Pinalito de la Gloria är det ganska glesbefolkat, med 22 invånare per kvadratkilometer. Närmaste större samhälle är El Frontoncillo, 8,9 km söder om Pinalito de la Gloria. Omgivningarna runt Pinalito de la Gloria är i huvudsak ett öppet busklandskap.